# Brachymeria gribodiana
Brachymeria gribodiana är en stekelart som beskrevs av Masi 1951. Brachymeria gribodiana ingår i släktet Brachymeria och familjen bredlårsteklar.
Artens utbredningsområde är Italien. Inga underarter finns listade.